# 여인국 (정치인)
여인국(余仁國, 1955년 8월 6일 ~ )은 대한민국의 정치인이다. 제9대·10대·11대 경기도 과천시장을 역임했다. 현재는 한국외국어대학교 행정학과 교수이며, 대교문화재단 이사장이다. 종교는 개신교(예장통합)이다.

## 생애
서울특별시 종로구에서 태어났다. 서울매동초등학교와 청운중학교, 경복고등학교를 거쳐 한국외국어대학교 행정학과를 나온 후 서울대 행정대학원 행정학과와 미국 미시간대학원 도시계획학과에서 석사 학위를 받았다. 행정고시 24회로 공직에 입문해 환경청·교통부 행정사무관, 경기도지방공무원교육원장 및 환경국장, 민선 과천시장 3·4·5기 등을 역임했다.

## 경력
- 해군 중위 예편, OSS 73차
- 1980년 12월 19일 행정고시 24회 입격[3]
- 환경청 행정사무관
- 1991년 11월 25일 교통부 수송정책실 국제협력과 과장
- 1993년 6월 19일 교육파견
- 1995년 6월 1일 건설교통부 토지관리과 과장
- 1996년 4월 4일 건설교통부 도시철도과 과장
- 1997년 1월 13일 건설교통부 교통투자개발과 과장
- 1998년 3월 27일 건설교통부 수도권계획과 과장
- 1999년 6월 14일 건설교통부 수도권계획과 과장
- 1999년 경기도청 투자진흥담당관[4]
- 1999년 11월 10일 건설교통부 건설도시정책국 국장
- 2000년 11월 7일 경기도 용인시 부시장
- 2001년 11월 12일 ~ 2002년 1월 경기도청 환경국 국장
- 2001년 7월 27일 경기도 지방공무원교육원 원장
- 2002년 1월 21일 지방부이사관[5]
- 2002년 7월 ~ 2006년 6월 제9대 경기도 과천시 시장
- 2006년 7월 ~ 2010년 6월 제10대 경기도 과천시 시장
- 2010년 7월 ~ 2014년 6월 제11대 경기도 과천시 시장
- 한국외국어대학교 행정학과 교수
- 가톨릭대학교 행정대학원 겸임교수
- 2014년 10월 8일 ~ 제2대 대교문화재단 이사장
- 2016년 9월 7일 한국프랜차이즈산업협회 상근부회장

## 학력
- 서울매동초등학교 졸업
- 청운초등학교 졸업
- 경복고등학교 졸업
- 한국외국어대학교 행정학과 학사
- 서울대학교 행정대학원 행정학 석사
- 미국 미시간 대학교 도시계획대학원 공학석사
- 경원대학교 대학원 도시계획학과 박사과정 수료

## 역대 선거 결과
|  | 49.70% |

|  | 69.80% |

|  | 40.35% |

## 가족 관계
- 동서 : 김종화(金鍾和), 교육자, 광신중학교 교사

## 참고 자료
- 여인국  - 공식 웹사이트
- 여인국의 미니홈피 - 싸이월드
- 여인국 블로그
- 여인국 페이스북